# Christa Unternährer
Christa Unternährer (* 1981) ist eine Schweizer Jazzmusikerin (Gesang) und Songwriterin.

## Leben und Wirken
Unternährer, die aus Marbach LU stammt, studierte an der Abteilung Jazz der Hochschule für Musik in Basel Gesang und schloss ihre Ausbildung 2011 mit dem Master of Arts in Musikpädagogik ab. Davor erhielt sie sieben Jahre klassischen Gesangsunterricht. Mit ihrer ersten Band «Soundscape» gewann sie 2000 den Luzerner Newcomer-Band-Wettbewerb Sprungfeder.
Im Trio mit Ines Brodbeck und Julie Fahrer bildete sie das INEZ Project, mit dem sie drei Alben veröffentlichte, wie Fields (2016). Im selben Jahr wirkte sie bei Nduduzo Makhathinis Album Inner Dimensions mit. Mit ihrer Band Judy Birdland legte sie 2013 das Album Aurora vor, an dem u. a. Chris Wiesendanger beteiligt war. 2020 formierte sie eine neue Band «Judy Birdland» mit Hans Feigenwinter (Piano, Keyboard), Manuel Sidler (E-Gitarre), Christophe Muheim (Bass) und Adrian Stirnimann (Schlagzeug).
Weiterhin arbeitet sie als Gesangslehrerin an der Musikschule Oberemmental, leitet projektweise den Schülerchor in Escholzmatt und unterrichtet stellvertretend an der Jazzschule in Basel Gesang und Schulmusik in Escholzmatt.